# Rongxiang (köping i Kina, Guangxi)
Rongxiang (kinesiska: 容厢镇, 容厢) är en köping i Kina. Den ligger i den autonoma regionen Guangxi, i den södra delen av landet, omkring 230 kilometer öster om regionhuvudstaden Nanning.
Genomsnittlig årsnederbörd är 2 303 millimeter. Den regnigaste månaden är maj, med i genomsnitt 367 mm nederbörd, och den torraste är oktober, med 40 mm nederbörd.